# Window Maker
Window Maker, o più semplicemente WMaker, è un window manager per il sistema grafico X Window System.
Window Maker fu originariamente scritto da Alfredo Kojima, un programmatore brasiliano, per l'ambiente desktop di GNUstep e doveva essere una versione migliorata di AfterStep.
Esso infatti, è nato con lo stile di OpenStep ed emula l'interfaccia grafica dei sistemi NextStep.
Window Maker è molto essenziale, ma allo stesso tempo efficace, veloce ed efficiente: per tali ragione è spesso usato su computer datati.

## Storia
Il nome originario era WindowMaker (senza spazi), ma ciò si scontrava con un prodotto della Windowmaker Software Ltd, azienda produttrice di software gestionale per la produzione di porte e finestre.
Nel 1998 un accordo tra gli sviluppatori di Window Maker e l'azienda "Windowmaker Software" stabilisce che il nome del window manager non doveva essere un'unica parola.